# Kondicija
Kondicija je stanje zdravlja i blagostanja te, konkretnije, sposobnost obavljanja aspekata sporta, zanimanja i dnevnih aktivnosti. Tjelesna kondicija općenito se postiže pravilnom prehranom, umjereno intenzivnom tjelesnom vježbom i dovoljnim odmorom uz plan oporavka.
Prije industrijske revolucije, kondicija je bila definirana kao sposobnost obavljanja dnevnih aktivnosti bez pretjeranog umora ili letargije. Međutim, s automatizacijom i promjenama u životnim stilovima, fizička spremnost sada se smatra mjerom sposobnosti tijela da učinkovito i djelotvorno funkcionira u radnim i slobodnim aktivnostima, da bude zdravo, da se odupre hipokinetičkim bolestima, poboljša imunološki sustav i odgovori na hitne situacije. Dobra kondicija pripisuje se osobama koje posjeduju značajne aerobne ili anaerobne sposobnosti (tj. izdržljivost ili snagu). Dobro zaokružen fitness program poboljšava osobu u svim aspektima kondicije u usporedbi s prakticiranjem samo jednog, kao što je samo cardio/respiratorni trening ili samo trening s utezima.
Tjelesna kondicija dokazano podržava tjelesni krvni tlak. Održavanje aktivnosti i redovito vježbanje izgrađuju jače srce. Srce je glavni organ zadužen za sistolički i dijastolički krvni tlak. Bavljenje tjelesnom aktivnošću povisuje krvni tlak. Nakon što osoba prestane s aktivnošću, krvni se tlak vraća u normalu. Što je više tjelesne aktivnosti, ovaj proces postaje lakši, što rezultira boljim kardiovaskularnim profilom. Redovitom tjelesnom tjelovježbom postaje lakše postići porast krvnog tlaka. To smanjuje silu na arterije i snižava ukupni krvni tlak.